# Instrumento de visión nocturna

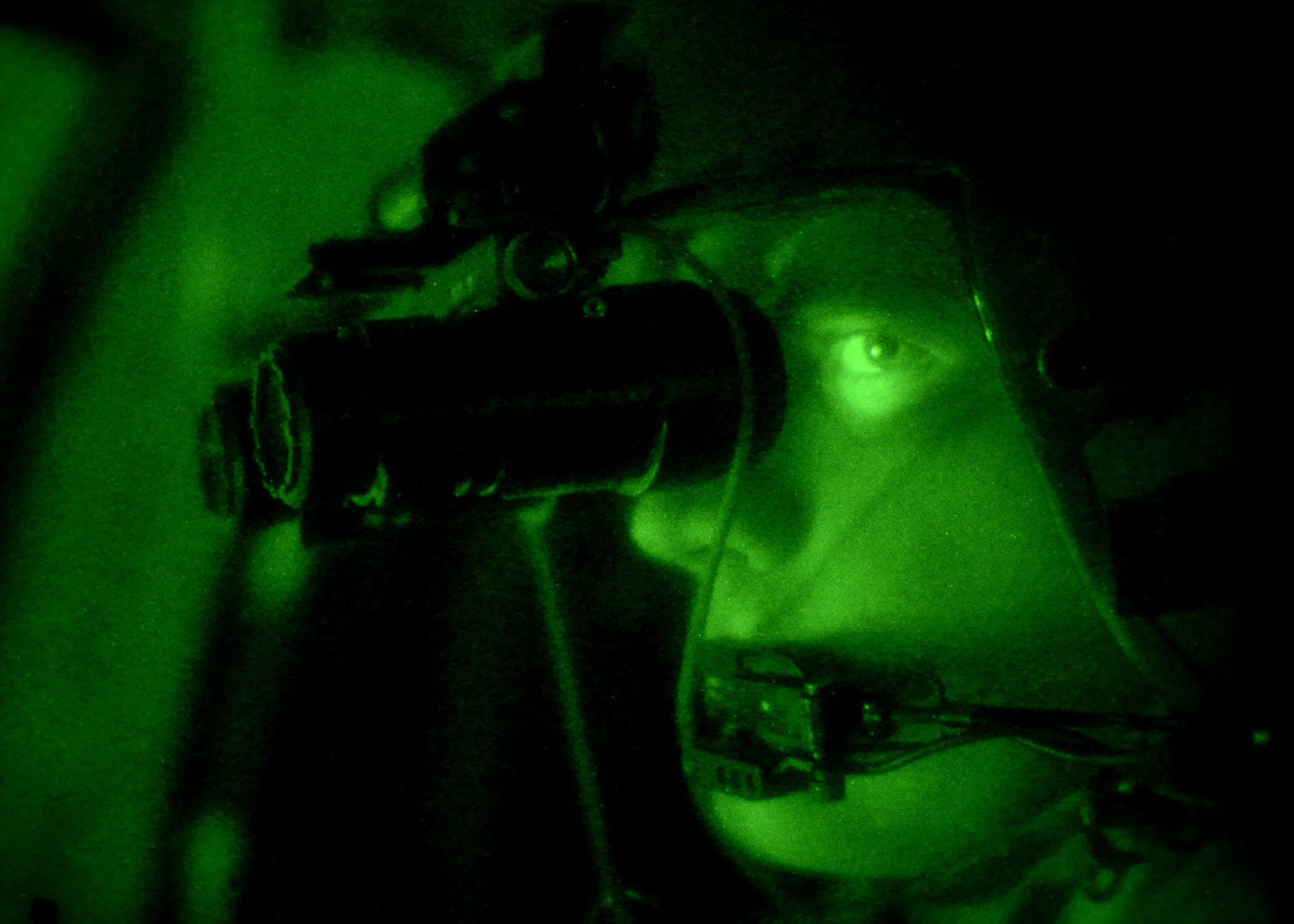
Dispositivo de visión nocturna.

Un dispositivo de visión nocturna, también conocido como instrumento de visión nocturna, o gafas de visión nocturna, es un dispositivo óptico electrónico que permite la visualización de imágenes con bajos niveles de luz, mejorando la visión nocturna del usuario.
El dispositivo mejora la luz ambiental del espectro visible y convierte la luz del infrarrojo cercano en luz visible que puede ser vista por el usuario; esto se conoce como intensificación de la imagen.  En comparación, la visualización de la radiación térmica infrarroja se conoce como termografía y opera en una sección diferente del espectro electromagnético. 
Un dispositivo de visión nocturna suele constar de un amplificador de luz, una funda protectora y puede tener algún tipo de sistema de montaje, muchos dispositivos de visión nocturna también incluyen una protección montada sobre la lente para proteger al dispositivo de posibles daños causados por peligros ambientales. Algunas armas de fuego pueden llevar una mira telescópica térmica. La imagen producida por un dispositivo de visión nocturna suele ser de un color verde monocromo, ya que se considera que el verde es el color más fácil de observar durante períodos prolongados de oscuridad. 
Los dispositivos de visión nocturna pueden ser pasivos y depender únicamente de la luz ambiental, o bien pueden ser activos y utilizar un iluminador de luz infrarroja para visualizar mejor el entorno. Un dispositivo de visión nocturna (en inglés: Night-vision device) es un aparato que amplifica la luz ambiental, este tipo de equipamiento es muy usado por las fuerzas armadas de varios países. Generalmente, el dispositivo es montado sobre el casco de combate de un soldado, la luz que produce el dispositivo suele ser de un color verde monocromo.